# IPhone SE
Ајфон СЕ(енгл. iPhone SE) паметни је телефон који је дизајнирала и објавила компанија Епл. Припада деветој генерацији ајфон телефона уз модел Ајфон 6С. Еплов представник Грег Џозвијак (енгл. Greg Joswiak) најавио га је 21. марта 2016, могао се поручити унапред од 24. марта, док се званично појавио на тржишту 31. марта 2016. Поново је објављен скоро годину дана касније, 24. марта 2017, с већим складишним капацитетом. Ајфон СЕ дели исти дизајн и исте димензије као Ајфон 5С, али долази с новијим А9 процесором, већим капацитетом батерије као и са задњом камером од 12 мегапиксела с могућношћу снимања видео-записа 4К резолуције. Дана 12. септембра 2018, повучен је из продаје (као и телефони Ајфон 6С и Ајфоном X).
Ајфон СЕ није добио наследника који би се сматрао за повољном тј. буџетном опцијом. Бизнис инсајдер (енгл. Business Insider) изјавио је: „Епл је направио велику грешку укидањем најмањег и најприступачнијег ајфона којег има”, наговештавајући да компанија занемарује значајан број купаца који су се забринули због губитка мањег дизајна. Ово је потврдио Компјутерворлд (енгл. Computerworld) који тврди да је „сурова реалност то што је код неколико Еплових тржишта, зарада стагнирала, и људи осећају потешкоћу”, даље објашњавајући да ће увек постојати тржиште за средњу класу паметних телефона.
У вези с прекидом производње Ајфона СЕ, Кворц (енгл. Quartz) споменуо је да жене и остали корисници с мањим шакама пријављују „бол због држања, листања и типкања на телефонима, а и извештај о истраживању ергономије уређаја који се држе у шаци је закључио да већи производи, попут великих телефона и таблета, често доводе до истезања палца и ручног зглоба”, наговештавајући на константна истегнућа и да превелики ајфони, и паметни телефони генерално, могу бити физички неупотребљиви за неколицину људи. Гизмодо, веб-сајт везан за технологију, исказао је исту забринутост, надајући се „да ће доћи до повратка мањих телефона” и исказао је жељу да „држи неки телефон у једној руци и да буде способан да га у потпуности користи.”

## Историја
Претходно битнији редизајн ајфона десио се код модела Ајфон 6 са екраном величине 4.7 инча и Aјфон 6 Плус са екраном од 5.5 инча, који су добили већи екран у поређењу са ранијим моделима ајфона. Међутим, значајан број муштерија је преферирао мању величину екрана од 4 инча који су имали Aјфон 5 и Aјфон 5С.
На догађају "Let us loop you in" који се одвио 21. марта 2016. године, Епл је изјавио да се у 2015. години продало преко 30 милиона примерака ајфона са екраном од 4 инча, и додао је да неки људи преферирају телефоне са мањим екраном. Касније, за време овог догађаја, Епл је представио Ајфон СЕ, описујући га као „најмоћнији телефон са екраном од 4 инча икада”.
Са укупном тежином од 113 грама, Ајфон СЕ је један од најлакших модела ајфона, једино су лакши Ајфон 5 и Ајфон 5С (обоје су тежили 112 грама).
Ајфон СЕ, Ајфон 6С и Ајфон 6С Плус су последњи модели ајфона који су садржали стандардни 3,5 mm ТРС конектор.
Датума 19. јануара 2019. године, Ајфон СЕ је био на распродаји, по цени од $249, како би Епл испразнио магацине, међутим, до 20. јануара већ је био распродат. Дана 20. фебруара, TechRadar је објавио да је Ајфон СЕ опет на распродаји, верзија са 32 гигабајта интерне меморије је коштала $249, док је верзија са 128 гигабајта коштала $299. Био је доступан у свим оригиналним бојама, укључујући Небеско сиву (енгл. Space Gray), Сребрну (енгл. Silver), Златну (енгл. Gold) и Ружичасто златну (енгл. Rose Gold). Дана, 25. марта Gizmodo је изјавио да је Ајфон СЕ поново на распродаји, и додао је „да је то вероватно последње складиште које Епл коначно распродаје”.

## Спецификације

### Дизајн
Споља је дизајн Ајфон СЕ-а готово идентичан дизајну Ајфона 5 и Ајфона 5С, са разликом што он има матиране закошене ивице као и Епл лого од нерђајућег челика на позадини телефона. Маске дизајниране за Ајфон 5 и 5С такође одговарају Ајфону СЕ. Ајфон СЕ је доступан у бојама Небеско сива, Сребрна, Златна и Ружичасто златна.
| Боја | Назив            | Предња страна |
| ---- | ---------------- | ------------- |
|      | Небеско сива     | Црна          |
|      | Сребрна          | Бела          |
|      | Златна           | Бела          |
|      | Ружичасто златна | Бела          |

### Хардвер
Ајфон СЕ садржи Епл А9 чипсет са М9 копроцесором за обраду покрета и подржава НФЦ за Епл Исплату (енгл. Apple Pay). Оригинално је објављен са верзијама од 16 гигабајта и 64 гигабајта интерне меморије. Поседује задњу камеру од 12 мегапиксела уз могућност снимања 4К видеа са 30 фрејма по секунди. За разлику од Ајфона 6С и Ајфона 6С Плус, Ајфон СЕ не садржи 3D Додир (енгл. 3D Touch), ни новију и бржу, другу генерацију сензора за откључавање која се налази код Ајфона 6С и Ајфона 6С Плус, као ни њихов барометар.
Датума, 21. марта 2017. године, Епл је најавио да ће удвостручити количину интерне меморије али такође и задржати оригиналне цене овог модела. Унапређени модели су пуштени у промет 24. марта 2017. године са 32 гигабајта и 128 гигабајта интерне меморије.

### Софтвер
Ајфон СЕ је првобитно достављен са IOS 9.3, и подржава функције као што су Епл Исплата (енгл. Apple Pay), Живе Слике (енгл. Live Photos), Ретина Блиц (енгл. Retina Flash)и увек укључено Сири гласовно актвирање. Ајфон СЕ подржава IOS 12.

## Критике
је био позитиван што се тиче Ајфона СЕ и сматрао га је "одличним избором без компромиса". CNET је такође похвалио Епл због постигнућа у прилагођавању хардвера модела 6С у три стандарда величина: мањи од 4 инча (Ајфон СЕ), средњи од 4.7 инча (Ајфон 6С) и већи од 5.5 инча (Ајфон 6С Плус). У каснијим чланцима, CNET је резимирао Ајфон СЕ као „мањи, преносивији члан Ајфон породице. Био је Еплова компактна и буџетна опција, његов 4-инчни екран и генерално мања димензија враћа у прошлост. Корисници су волели животни век батарије и то што још увек има ТРС конектор.”
The Verge је Ајфон СЕ сматрао за „доста унапређен, добро дизајниран, мали телефон са одличним животним веком батерије.” и „одличан апгрејд” за постојеће власнике 4С и 5С модела, назначавајући познат форм-фактор уређаја, добре перформансе (идући до те мере да се величина екрана сматра једином сметњом за мултитаскинг и коришћење одређених апликација), и побољшан животни век батерије. Уређају је The Verge дао оцену 8.7 од 10, Гуди је тврдио да „Ајфон СЕ није мали мотор иновације, већ данашња технологија у јучерашњем кућишту телефона. Као са свим, треба бити опрезнији са давањем комплимената нечему што само ради свој посао.”
TechCrunch дивио се дизајну Ајфона СЕ, и споменуо је да је телефон одговарао „не само носталгичним и неофобичним, него једноставно људима који преферирају мање телефоне. Немам нешто претерано велике или мале руке, али преферирам овај високо преносни телефон, са доказаним дизајном из више разлога”, дубље описујући телефон као "најбољи објекат који је Епл икада дизајнирао, испуњен најбољом технологијом коју је икада направио. Био је најбољи телефон који су икада направили."
GSMArena је споменула да је Ајфон СЕ „погодио добар баланс између величине, цене, и пеформанси” као и да је „помогао Еплу да прода већи број телефона него што је очекивано у лету 2016. године, помогавши му да победи очекивања анализа, и стратешки је добро за Епл на местима као што су Индија и Кина где се Епл мучио да достигне исти успех као на Западном тржишту.”
Tom's Guide је похвалио Ајфон СЕ због своје приступачне цене, компактности и зато што је задржао ТРС конектор. Наводећи „ношење великог телефона је чак теже него његово држање. Када завршим са држањем Ајфона СЕ, угодно, могу да га склизнем у џеп фармерки, и малтене заборавим да је уопште ту. То једноставно није могуће код уређаја са великим екраном, који додају значајан товар и избоченост, небитно од тога колико произвођачи желе да стање телефоне.”, похваљује могућност и практичност „истовременог пуњења телефона и слушања музике.”, и обавештава да „продаја паметних телефона стагнира, укључујући и Епл. Можда у потрази за начином, било којим начином, да убеде људе да купе нови телефон, Епл ће можда схватити да мора да направи уређај који одговара и нама који смо привржени компактним телефонима.”
The Next Web описује eплов Ајфон СЕ као „телефон најбољег изгледа који је икада направљен”, додатно помињајући да је „СЕ у суштини Ајфон 6С, убачен у компактно, лепо дизајнирано кућиште Ајфона 5 из 2012. Један је од јединих телефона који се може добити са зрнасто избрушеним (енгл. bead-blasted) алуминијумским телом. Поседовао сам 5С годинама, и волео сам да га користим без маске зато што нисам могао да се заситим тог јединственог сатенског осећаја као ни отменог осећаја зарубљених ивица. И након пребацивање на андроид пре пар година, и коришћења разних телефона у току претходних пар година радећи као рецензент, крајње ми недостаје врста пажње која се исказивала старијим Ајфонима.”